# Medullectomia
La medullectomia o midollectomia è un intervento chirurgico che consiste nell'asportazione della parte midollare della ghiandola surrenale.